# Haugafjall
Haugafjall är ett berg i republiken Island. Det ligger i regionen Austurland, 400 km öster om huvudstaden Reykjavík. Toppen på Haugafjall är 1 042 meter över havet.
Trakten runt Haugafjall är nära nog obefolkad, med mindre än två invånare per kvadratkilometer. Närmaste större samhälle är Reyðarfjörður, omkring 17 kilometer nordost om Haugafjall. Trakten runt Haugafjall består i huvudsak av gräsmarker.